# Mesobiotus diguensis
Espèce
Synonymes
- Macrobiotus diguensis Pilato & Lisi, 2009

Mesobiotus diguensis est une espèce de tardigrades de la famille des Macrobiotidae.

## Distribution
Cette espèce est endémique des Seychelles.

## Étymologie
Son nom d'espèce, composé de digu[e] et du suffixe latin -ensis, « qui vit dans, qui habite », lui a été donné en référence au lieu de sa découverte, La Digue.

## Publication originale
- Pilato & Lisi, 2009 : Tardigrades of the Seychelles Islands, with the description of three new species. Zootaxa, no 2124, p. 1–20.